# Felin Infektiøs Peritonitis
Felin Infektiøs Peritonitis (FIP) er en dødelig og uhelbredelig bughindebetændelse, som rammer katte.
Årsagen til sygdommen formodes at være en virus, som er en muteret version af Feline Enteric Coronavirus (FeCV), der ligesom aids er en muteret version af hiv.
Der findes to typer af FIP:
1. en type som er smittebærende
2. en type som sidder latent i kattens krop, som vil mutere på et tidspunkt.

## Ekstern henvisning
- FIP på netdyredoktor.dk Arkiveret 14. oktober 2007 hos  Wayback Machine